# Gutierre de Hevia y Valdés
Gutierre de Hevia y Valdés Bustamante Alonso de Caso (Tortona, 1704 – Isla de León, 1º febbraio 1772) è stato un ammiraglio spagnolo, distintosi particolarmente durante l'attacco contro Orano nel giugno 1732, e poi durante la guerra del Asiento alla brillante difesa della città di Cartagena de Indias attaccata dalla enorme flotta inglese dell'ammiraglio Edward Vernon. Il 19 febbraio 1761, nell'ambito della guerra dei sette anni, fu nominato Comandante della squadra navale delle Americhe, forte di quindici vascelli, 5 fregate, 3 paquebot, 1 brigantino, 1 urca, 1 sciabecco e tre golette. Ad esse si dovevano aggiungere il vascello San Zénon (78 cannoni), le fregate Asunción (50), Santa Bárbara (42), Perla (30), Atocha (30), Santa Rosa (24), e Costanza (24), e lo sloop Florida, di proprietà delle compagnie di Caracas, e de L'Avana, o di altri privati. La sua flotta rimase intrappolata nella rada de L'Avana nel corso dell'assedio della città posto dalla potente squadra navale inglese dell'ammiraglio George Pocock, composta da 27 vascelli, 15 fregate, 9 avvisi, 3 bombarde e 140 navi da trasporto. A causa dell'autoaffondamento di tre dei suoi vascelli, eseguito su ordine del governatore di Cuba Juan de Prado y Malleza per impedire alle navi inglesi di penetrare nel porto, le sue navi rimasero intrappolate al suo interno, e furono poi catturate dal nemico all'atto delle capitolazione della città, avvenuta il 12 agosto. Il bottino catturato dagli inglesi fu enorme, nove vascelli di linea, più due in fase di carenaggio o completamento, 1 brigantino, 1 urca, 1 sciabecco, 3 golette, e circa 100 navi mercantili oltre a una enorme quantità di cannoni, armi portatili, tabacco, merci, denaro, per un totale approssimativo, citato dal Conte di Albemarle, del valore di 1.300.000 sterline dell'epoca. Re Carlo III pretese che i responsabili della resa della città fossero sottoposti a un consiglio di guerra, il quale determinò che egli fosse condannato a morte, pena tramutata successivamente nella perdita perpetua del grado militare, all'esilio per dieci anni ad almeno 40 leghe della Corte, e alla confisca di tutti i suoi beni a titolo di risarcimento per l'erario per le mancate entrate subite con la perdita della città de l'Avana. Fu graziato il 17 settembre 1765 in occasione delle nozze del Principe delle Asturie, e reintegrato nel grado, nell'incarico di comandante del Real Cuerpo de la Infantería de Marina, e nei titoli nobiliari di Marqués del Real Transporte e Vizconde del Buen Viaje.

## Biografia

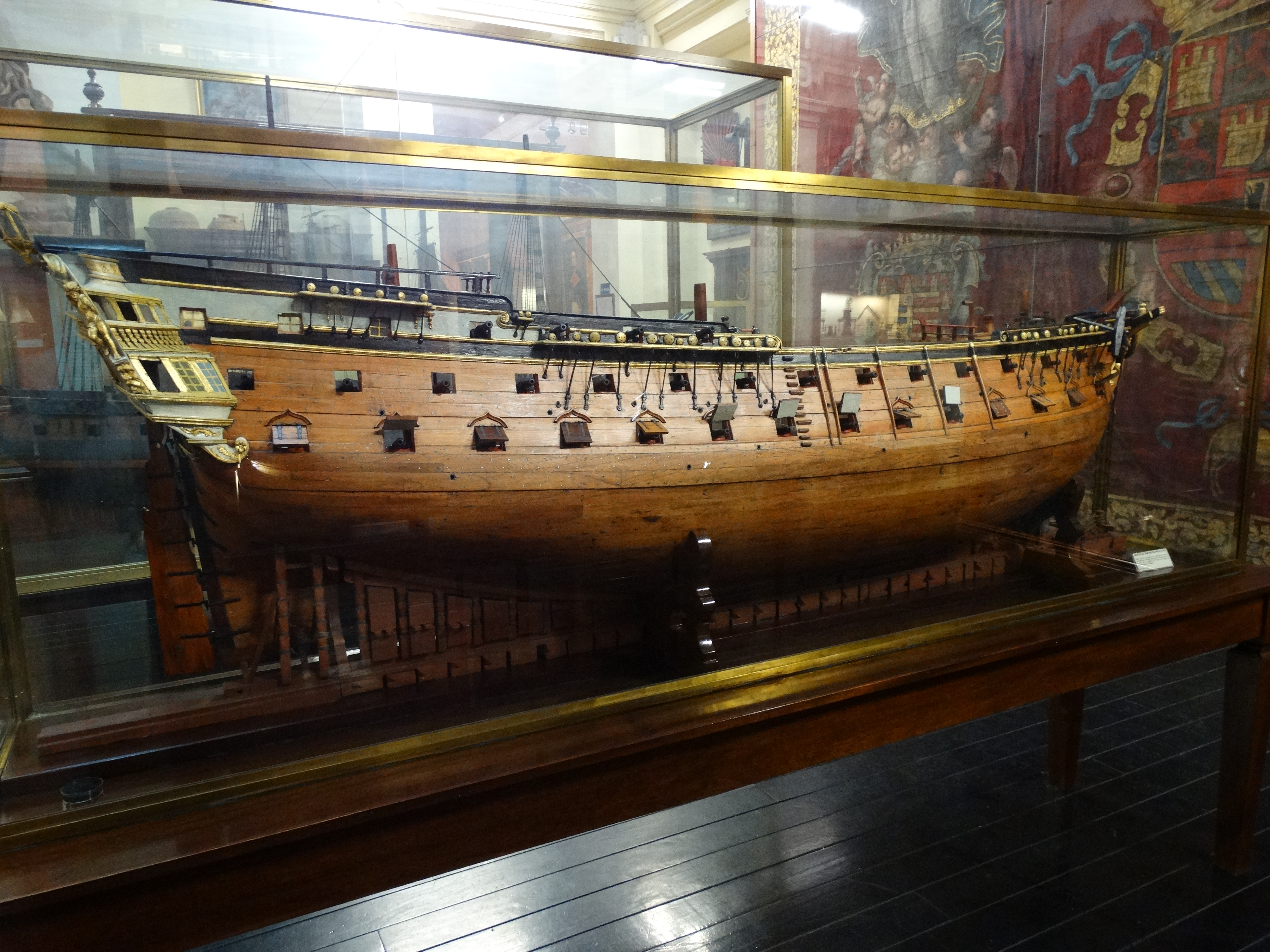
Modello di un vascello a due ponti da 68 cannoni presente presso il Museo Naval di Madrid.

Nacque a Tortona, in Italia, nel 1704, figlio di don Baltazar de Hevia y Batres, tenente della guarnigione della piazzaforte, e di doña Luisa Bustamante. 
Entrò nella Real Armada il 20 luglio 1720, unendosi alla Compagnia dei guardiamarina di Cadice, e si imbarcò per la prima volta il 28 gennaio 1722 sulla nave Catálan. Mentre prestava servizio a Cadice, il 17 gennaio 1723 uccise in duello il guardiamarina  Juan Valcárcel, e per sottrarsi alla giustizia si rifugiò presso la chiesa di San Filippo Neri, il cui parroco lo convinse ad arrendersi. Su ordine del comandante della nave José Marin fu rinchiuso sul castello centrale della nave, e poi processato da un consiglio di guerra presieduto da Francisco Manuel de Herrera e prosciolto da ogni accusa. Imbarcatosi sul vascello Conquistador  il 9 luglio 1724, e compì un viaggio d'istruzione alle isola Canarie trasportando soldati di rinforzo alla locale guarnigione, per ritornare a Cadice il 19 settembre. Trasferito sul vascello Potencia il 13 gennaio 1927, partì per le Americhe, raggiungendo L'Avana via Guaira, Cartagena de Indias, Porto Rico, e Veracruz. Il 3 dicembre 1726 fu promosso alférez de fregata, e il 3 gennaio 1927 alférez de navío. A bordo del Potencia ritornò a Cadice il 19 maggio 1729, assumendo il comando della 2ª Compagnia del IV Battaglione del Real Cuerpo de la Infantería de Marina.
Il 23 marzo 1732 si imbarcò sul Castilla partecipando alla spedizione contro Orano condotta dal José Carrillo de Albornoz, duca di Montemar, e il 29 giugno fu il terzo uomo a sbarcare sulla spiaggia dietro a Marchese de Santa Cruz de Marcenado e a Juan José Navarro. Dopo la conquista della piazzeforti di Malzaquivir e Orano, rientrò a Cadice, via Cartagena, il 25 ottobre. Il 31 marzo 1733 fu assegnato al vascello Hércules, il 19 agosto venne promosso tenente de fregata, e il 15 novembre assunse il comando della 3ª Compagnia del II Battaglione del Real Cuerpo de la Infantería de Marina. Il 16 gennaio 1736 fu assegnato al vascello Asia, con cui compì una missione speciale nel Mediterraneo toccando i porti di Napoli, Livorno, Tolone, Roses, Barcellona e Cartagena.
Promosso capitán de fragata il 28 agosto 1740, in quell'anno salpò da El Ferrol al seguito della squadra navale del generale Rodrigo de Torres, diretta a Cartagena de Indias, arrivandovi il 31 ottobre. Pochi giorni dopo fu trasferito su una delle navi del generale Blas de Lezo, e l'anno successivo partecipò alla difesa della città attaccata dalla enorme flotta inglese dell'ammiraglio Edward Vernon, forte di 136 navi, di cui 36 vascelli di linea, nell'ambito della guerra del Asiento, rimanendo ferito. Il 28 maggio 1747 fu promosso capitán de navío, e nella primavera del 1750 assunse il comando del vascello Nueva España con cui ritornò a Cadice il 15 maggio 1751. Vista la necessità di fermare il contrabbando lungo le coste messicane e nelle acque dei Caraibi, il 17 aprile 1751 re Ferdinando VI gli assegnò il comando di una squadra navale formata dai vascelli Castilla e Europa, dalle fregate Aurora e Bizzarra e dal paquebot Diligente, trascorrendo i successivi quattro anni nella acque americane, servendo sotto il Viceré della Nuova Spagna Juan Francisco de Güemes y Horcasitas. Compiuto il compito assegnatogli, ritornò a Cadice con le sue navi il 9 luglio 1755. 
Il 18 marzo 1756 assunse il comando del vascello da 70 cannoni Tigre, e anche quello interinale dei battaglioni di fanteria di marina. Il agosto 1759 passò al comando del vascello Real Fénix, su cui alzava la sua insegna il tenente generale Juan José Navarro, e arrivato a Napoli il 7 ottobre imbarcò il Re di Napoli e di Sicilia Carlo III e la sua famiglia per trasferirli a Barcellona, in quanto doveva assumere la Corona di Spagna, arrivando nella città catalana il 16 ottobre. Per questo fu insignito dei titoli di Marqués del Real Transporte e Vizconde del Buen Viaje, e la promozione a jefe de esquadra.

### La guerra dei sette anni

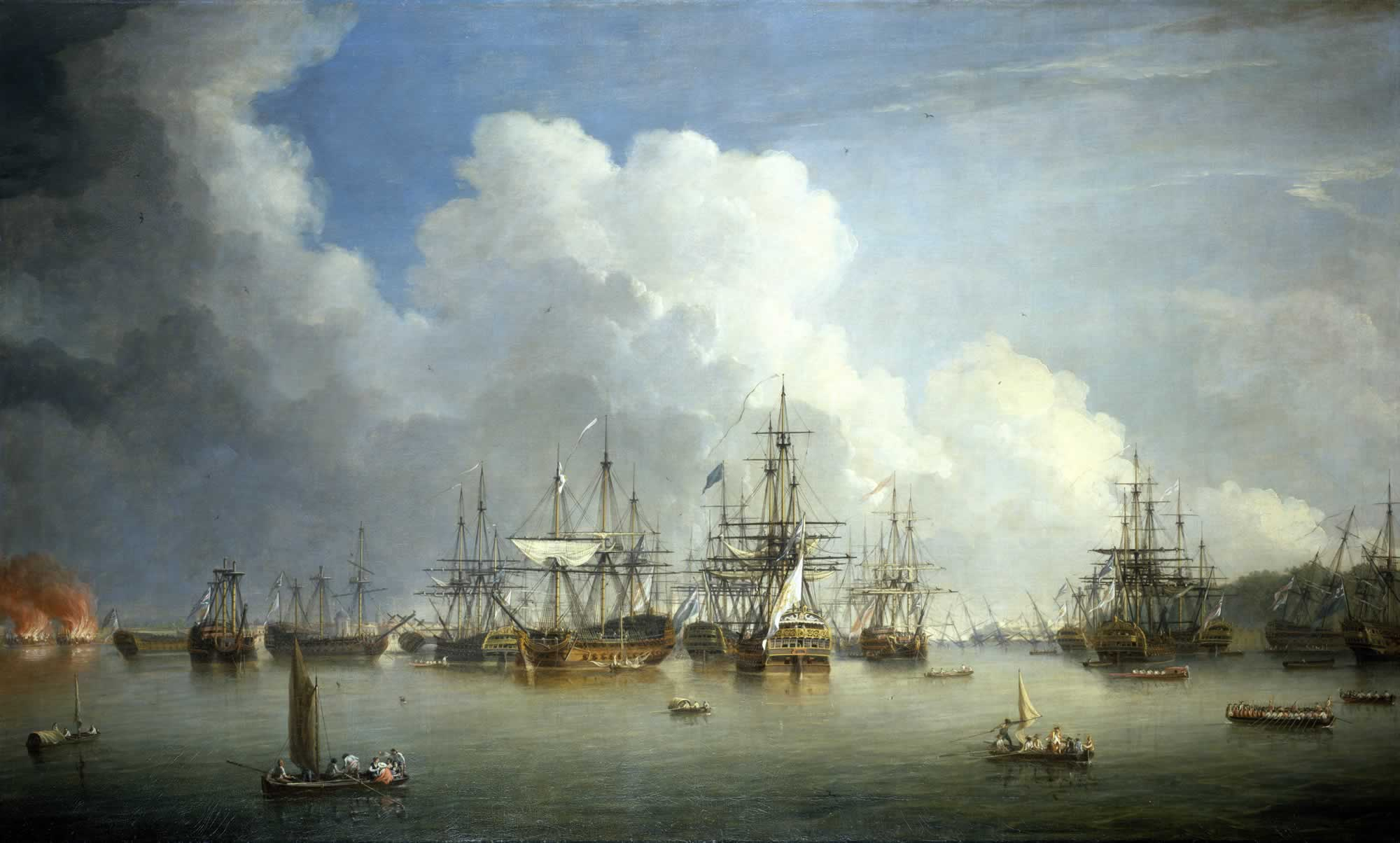
Dipinto di Dominic Serres che raffigura la cattura della flotta spagnola a L'Avana il 12 agosto 1762.

Il 19 febbraio 1761, nell'ambito della guerra dei sette anni, fu nominato Comandante della squadra navale delle Americhe, e assunse il comando di una divisione formata da 3 vascelli di linea, con il quale salpò per L'Avana il 12 aprile. Arrivato a Cuba assunse il comando anche di tutte le navi che si trovavano già lì. Il complesso navale era imponente, si trattava di quindici vascelli, 5 fregate 3 paquebot, 1 brigantino, 1 urca, 1 sciabecco e tre golette. Ad esse si dovevano aggiungere il vascello San Zénon (78 cannoni), le fregate Asunción (50), Santa Bárbara (42), Perla (30), Atocha (30), Santa Rosa (24), e Costanza (24), e lo sloop Florida, di proprietà delle compagnie di Caracas, e de L'Avana, o di altri privati. Il 20 maggio 1762 il governatore di Cuba, Juan de Prado y Malleza rassicurò per iscritto re Carlo III sullo stato delle difese dell'isola, rassicurandolo che avrebbero resistito a qualsiasi eventuale attacco portato dagli inglesi. Il 6 giugno davanti al porto de L'Avana apparve una formidabile squadra navale britannica agli ordini dell'ammiraglio George Pocock, composta da 27 vascelli, 15 fregate, 9 avvisi, 3 bombarde e 140 navi da trasporto. La forza d'invasione, agli ordini di George Keppel, conte di Albemarle,  contava sui 2.292 pezzi d'artiglieria della navi, ed era formata da 12.020 soldati, 2.000 portatori, mentre altri 4.000 fanti erano in arrivo da New York e Charleston. L'11 giugno il consiglio di guerra, presieduto dal governatore, e di cui egli faceva parte, diede ordine di autoaffondare tre vascelli, l'Asia, il Neptuno, e l'Europa presso il canale che conduceva al molo di Contaduría, al fine di impedire alla navi inglesi di entrare nel porto, ma allo stesso tempo la decisione impedì alle navi spagnole di salpare per ingaggiare combattimento o fuggire. Gli equipaggi delle navi e tutti i cannoni vennero sbarcati per contribuire alla difesa della città, che successivamente capitolò il 12 agosto, sotto il fuoco dell'artiglieria nemica piazzata sulla collina de La Cabaña. . Tutti gli ufficiali, gli equipaggi e i soldati spagnoli sopravvissuti all'assedio furono poi portati in Spagna. Tutte le navi spagnole presenti vennero catturate dagli inglesi, che si impadronirono anche di una enorme quantità di cannoni, armi portatili, tabacco, merci, denaro, per un totale approssimativo citato dal Conte di Albermale del valore di 1.300.000 sterline dell'epoca. Gli equipaggi e i soldati spagnoli sopravvissuti all'assedio furono poi portati in Spagna.
Quando Carlo III seppe della capitolazione, con la conseguente perdita del possesso di Cuba, convocò un Consiglio di guerra con il compito di processare i responsabili, arrivando a scegliere personalmente i membri del collegio giudicante, che fu formato per l'esercito dal capitano generale dell'esercito, Conte de Aranda, dal tenente generale Marchese de Ceballos, dal Duca di Granada de Ega, dal Marchese de Siply, e dal maresciallo di campo Diego Manrique, mentre per la marina vi erano il tenente generale Conte de Villa-Floridia, e il jefe de esquadra Jorge Juan y Santacilia. Avvocato dell'accusa era il colonnello, comandante della Reali guardie valloni Manuel Craywinckel. Il processo durò due anni, al termine della quale egli venne condannato a morte, pena successivamente tramutata nella perdita perpetua del grado militare, all'esilio per dieci anni ad almeno 40 leghe della Corte, e alla confisca di tutti i suoi beni a titolo di risarcimento per l'erario per le mancate entrate subite con la perdita della città de l'Avana.
Grazie all'influenza a Corte di suo suocero don Juan José Navarro, Marchese de la Victoria, fu graziato il 17 settembre 1765 in occasione delle nozze del Principe delle Asturie. Fu reintegrato nel grado, nell'incarico di comandante del Real Cuerpo de la Infantería de Marina, e nei titoli nobiliari. Promosso tenente generale, dopo la morte di suo suocero fu nominato interinalmente Direttore generale della Armada e del dipartimento di Cadice, fino a quando fu sostituito, con pieni poteri, dal tenente generale Andrés Reggio y Brachiforte Saladino y Colonna.  Insignito della Croce dell'Ordine reale di Carlo III, si spense sull'Isla de León il 1 febbraio 1772.

### Annotazioni
1. ↑  Una ex nave mercantile trasformata in vascello, ed armata con 58 cannoni.
2. ↑  Durante il viaggio fu sperimentato il nuovo codice di segnalazione tramite bandiere, ideato da Navarro, che fu subito adottata, su ordine di Carlo III, su tutte le navi della flotta spagnola.
3. ↑  Si trattava del Tigre (nave ammiraglia), Asia, Vencedor.
4. ↑  Si trattava di Tigre (nave ammiraglia), Asia, Vencedor, América, Infante, Soberano, Aquilón, Conquistador, San Genaro (in fase di carenaggio), Tridente, Castilla, Europa, Neptuno e Reina in armamento, e San Antonio disarmato e in fase di completamento.
5. ↑  Si trattava di Ventura, Venganza, Fénix, Águila e Flora.
6. ↑  Si trattava di nove vascelli di linea, più due in fase di carenaggio o completamento, 1 brigantino, 1 urca, 1 sciabecco e 3 golette. Secondo la London Gazette erano presenti anche circa 100 navi mercantili
7. ↑  Aveva sposato la figlia minore del Marchese, doña Rosalía Navarro Gauset, e la coppia ebbe una figlia, María Lutgarda de Hevia y Navarro.

### Fonti
1. 1 2 3 4 5 6 7 8 9 10 11 12 13 14  Todoavante.
2. ↑  Duro 1900, p. 200.
3. ↑  Duro 1900, p. 202.
4. ↑  Duro 1900, p. 246.
5. 1 2  Duro 1900, p. 247.
6. ↑  Duro 1972, p. 30.
7. ↑  Duro 1972, p. 20.
8. ↑  Duro 1972, p. 22.
9. ↑  Duro 1972, p. 42.
10. 1 2  Duro 1972, p. 84.
11. 1 2 3 4  Duro 1972, p. 48.
12. 1 2  Duro 1972, p. 51.
13. ↑  Duro 1972, p. 52.
14. ↑  Duro 1972, p. 53.
15. 1 2  Duro 1972, p. 70.
16. ↑  Duro 1972, p. 71.
17. 1 2  Duro 1972, p. 72.
18. ↑  Duro 1972, p. 74.
19. ↑  Duro 1972, p. 184.
20. ↑  Duro 1972, p. 185.
21. ↑  Duro 1972, p. 186.